# Charon van Lampsacus
Charon van Lampsacus (Oudgrieks: Χάρων ὁ Λαμπσακηνός) was een Griekse historicus en een zoon van een zekere Pythocles of Pythes volgens Pausanias. Er is erg weinig bekend over zijn leven en zijn historiografisch werk. 

## Leven
Er valt dus weinig met zekerheid te zeggen over zijn leven. Zo is er ook onenigheid over de precieze jaartallen van zijn geboorte en overlijden. Dionysius van Halicarnassus vermeldt hem in zijn 'De Thucydide' alleen in een lijst van historische auteurs die voor Thucydides (455-400 v.Chr.) en voor de Tweede Peloponnesische Oorlog schreven. In de Suda wordt er vermeld dat hij geboren werd tijdens de regering van Darius I die over het rijk van de Perzen regeerde van 522-486 v.Chr. Ook is het zeker dat hij nog in leven was na de troonsbestijging van Artaxerxes I in 465 v.Chr., althans volgens Plutarchus. Die vertelt met als bron zowel Thucydides en Charon dat na de dood van Xerxes, Artaxerxes Themistocles heerser liet zijn over de stad Lampsacus. Dit is het enige op basis waarvan we het leven van Charon kunnen lokaliseren, dus als tijdgenoot van Herodotus en misschien Thucydides. De theorie dat hij een jongere tijdgenoot was van Thucydides lijkt op basis van de voorgaande verwijzingen niet correct.

## Werk
In de Suda worden tien werken toegeschreven aan Charon, toch zijn er enkelen van hen verdacht.  Het bekendst is hij geworden met zijn geschiedenis van zijn thuisstad Lampsacus, getiteld de kronieken van Lampsacus (Oudgrieks: Ὥροι Λαμπσακήνων). Verder schreef hij geschiedenissen van landen, zo schreef hij een geschiedenis van Perzië of misschien wel van het hele Oude Nabije Oosten in twee boeken, getiteld Persica (Oudgrieks: Περσικά), dat tevens bevestigd wordt door Athenaeus van Naucratis in diens Deipnosophistai. Zijn werk is grotendeels verloren gaan, alleen fragmenten zijn ons overgeleverd. Zijn taal zou Ionisch zijn en hij zou gewoon een chronologische opsomming van feiten en gebeurtenissen weergeven, zonder een samenhang tussen de verschillende gebeurtenissen te zoeken.

### Overzicht van zijn geschriften vermeld in de Suda
- De kronieken van Lampsacus (vier boeken, alleen een fragment overgeleverd)
- Over Lampsacus (Originele titel niet bekend, twee boeken, waarschijnlijk epitome van de kronieken, helemaal verloren)
- Aethiopika (geschiedenis van Ethiopië)
- Persika (geschiedenis van Perzië in twee boeken, alleen fragment)
- Libyka (geschiedenis van Libië)
- Geschiedenis van Kreta
- Reis voorbij de zuilen van Heracles
- Hellenika (geschiedenis van Griekenland in 4 boeken)
- Prytanen/Archonten van de Spartanen (vier boeken, alleen titel bekend)
- Stichtingen van steden (twee boeken)

## Referentie
- (en)  - Encyclopædia Iranica - Charon of Lampsacus - Greek historiographer, son of Pythocles or Pythes. - Website

- Gemeinsame Normdatei: 102309183
- International Standard Name Identifier: 0000 0000 0474 6572
- Virtual International Authority File: 15157670
- WorldCat: E39PBJdh6HXPrVTbYdydGXvj4q